# Blackgaze
Le blackgaze ou encore post black metal est un genre musical mêlant black metal et shoegazing. Le nom est un mélange des deux genres musicaux comme le décrit The Guardian ; « ce terme fait le buzz chez les nouveaux groupes qui reprennent le black metal et ses blast beats [...] qu'ils mêlent à des mélodies dérivées du post-rock, du shoegaze et du post-hardcore. » Pour Exclaim!, le blackgaze « mêle l'instrumentation du black metal aux sons plus mélodiques et rêveurs du shoegaze. » Largement influencé par des groupes de black metal atmosphérique comme Ulver (à leurs débuts), Burzum et Summoning, le genre est initialement popularisé par des groupes français comme Alcest et Amesoeurs au début de l'année 2005, jusqu'à 2010 et l'arrivée de Deafheaven qui y contribuera significativement.

## Développement
Il s'agit d'une « scène géographiquement dispersée » pour The Guardian, Michael Nelson de Stereogum retrace les origines du blackgaze dans les chansons d'artistes français comme Neige, le pilier de tels projets dans les groupes Alcest, Amesoeurs et Lantlôs. Selon Nelson, l'EP Le Secret d'Alcest, publié en 2005, est « la naissance du blackgaze » ; il note que cela ressemble à « une sorte de split collaboratif entre Cocteau Twins et Burzum. » Natalie Zina Walschots de Exclaim! cite également Neige comme le pilier du genre, notant en parallèle que le groupe Deafheaven a significativement contribué au genre,. Le chanteur de Deafheaven, George Clarke, cite lui-même les chansons de Burzum comme inspiration.

## Accueil
Certains adeptes du black metal et du heavy metal accueillent négativement le genre, en particulier après la publication de l'album Sunbather de Deafheaven en 2013. Cependant, l'album est bien accueilli par la presse spécialisée, qui deviendra le point culminant du blackgaze,,. Deafheaven attire aussi l'attention en jouant à plusieurs festivals,.

## Artistes notables

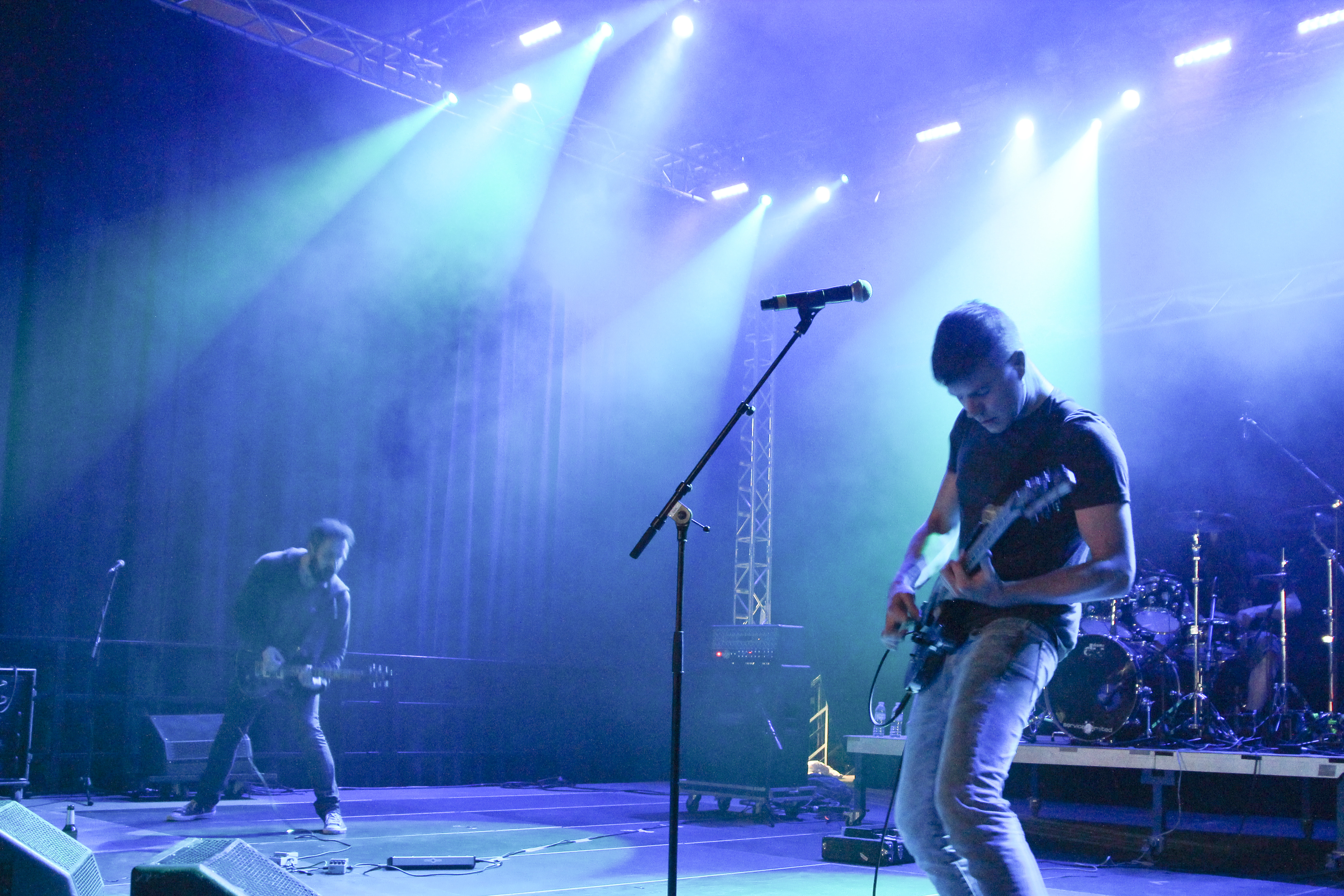
Altar of Plagues sur scène en 2013.

- Alcest[11]
- Altar of Plagues[11]
- Amesoeurs[12]
- Bosse-de-Nage[2]
- Deafheaven[1],[2],[3]
- Ghost Bath[2]
- Liturgy[11] (avec Hunter Hunt-Hendrix)
- Vaura[1]
- Violet Cold[13]